# Газан
Газан или Казан  (5. новембар 1271, Покрајина Мазандаран — 11. мај 1304, Казвин) је био илкан, тј. кан Илканата, монголског каната са центром у Персији (1295—1304) из династије Бориџигин. Био је син Аргун-кана, унук Абака - кана и праунук оснивача каната Хулагу-кана, и Кутлук-катун, потицао је из дуге лозе владара који су директни потомци Џингис - кана.. Са његовим доласком на власт, ислам је постао званична религија у Илканату.
Једна од његових многих главних жена била је Кокочин, монголска принцеза (првобитно верена за Газановог оца Аргуна пре његове смрти) коју је послао његов пра-деда-стриц Кублај кан.
Војни сукоби током Газанове владавине укључивали су рат са Мамелучким султанатом за контролу над Сиријом и битке са турско-монголским Чагатајским канатом. Кан Газан је такође наставио дипломатске контакте са Европом, настављајући безуспешне покушаје својих претходника да формирају француско-монголски савез. Човек високе културе, кан Газан је говорио више језика, имао је много хобија и реформисао многе елементе Илканата, посебно по питању стандардизације валуте и фискалне политике.

## Порекло и младост
Газан се родио 5. новембра 1271. године, на територији данашње покрајине Мазандаран као најстарији син Аргун-кана, у то време гувернера Хорасана и његове конкубине Култак Егечи из Дорбода. У време склапања њиховог брака, Аргун је имао 12 година. Култакина старија сестра Ашлун била је жена Тубшина, сина кана Хулагуа и претходног намесника у Великом Хорасану. Према Рашиду ал-Дину Хамаданију, брак је склопљен у Мазандарану, где је кан Аргун био намесник. Пошто му је отац преузео власт у Илканату, Газан је 1284. године, са 30.000 коњаника послат у Хорасан да га заштити од напада Чагатаи каната. Као атабег у Хорасану провео је више од десет година.
Газан је рођен 5. новембра 1271. године, у Абаскуну (сада близу Бандар Торкамана), иако је одрастао у номадској палати орде омиљене жене његовог деде кана Абаке, Булукан Хатун, која је и није имала деце. Газан и кан Аргун се нису видели све до Абакиног напада на Кара'унас 1279. године, када су се накратко срели.
Газан је одгајан као Несторијански хришћанин, као и његов брат Олџеиту. Монголи су традиционално били толерантни према више религија, а током Газанове младости школовао га је кинески будистички монах, који га је научио старомандаринском и будизму, као и монголском и ујгурском писму.
Године 1291. кан Аргун је умро, а власт у Илканату је уграбио његов млађи брат Кијакато, пошто се законити наследник кан Газан налазио далеко од престонице Табриза; премда је кан Кијакато вероватно само владао у његово име, као регент. Према причањима Марка Пола, кан Газан се страшно разбеснео када је чуо за Кијакатове поступке и запретио је да ће му се осветити као кан Аргун свом стрицу Ахмед-кану, али због опасности од напада непријатеља није смео да напусти свој положај. У међувремену, сви остали су се покорили Кијакатовој власти, па га је и Курултај признао за илкана.
Године 1293. Марко Поло се са великом пратњом искрцао у Ормузу водећи Кутај-катун, супругу за кана Аргуна, не знајући да је он умро. По Кијактовом предлогу Кутај-катун је одведена до Каспијских врата кану Газану, после чега су се Полови вратили у престоницу одакле су касније наставили ка западу.

### Под Текудером (Ахмед - кан)
Живео је заједно са Гајхатуом у логору Булухан Хатуна у Багдаду након Абакине смрти. Поново се састао са својим оцем када се Булукан Хатун удала за кана Аргуна и постала Газанова маћеха.

## Владавина у Хорасану

### Под Аргуном
Након свргавања кана Текудера 1284. године, Газанов отац Аргун је устоличен као ил кан, 11-годишњи Газан је постао намесник и преселио се у главни град Хорасана, и никада више није видео оца, кана Аргуна. За његовог заменика је постављен емир Тегене, који му се није много допао. Године 1289. дошло је до сукоба са другим Монголима када је Навруз, млади емир из клана Ојарати, чији је отац био цивилни гувернер Персије пре доласка кана Хулагуа, покренуо побуну против кана Аргуна. Газанов заменик емир Тегене био је међу жртвама Наврузовог препада 20. априла 1289. године, у коме је ухваћен и затворен. Наврузовог штићеника, принца Хулачуа, десет дана касније ухапсио је Газанов командант Мулаи. Када је емир Навруз 1290. године, поражен од Аргуновог појачања, побегао је из Илканата и придружио се савезу кана Каидуа, још једног потомка Џингис-кана који је био владар и куће Огедај и суседног Чагатајског каната. Газан је провео наредних десет година бранећи границу Илканата од упада Чагатајског каната у Централној Азији.

### Под Кијакатом
Када је његов отац, кан Аргун, умро 1291. године, Газан је био спречен да оствари своје право на вођство у главном граду јер је био ангажован како у Наврузовим упадима, тако и у борби против побуне и глади у Хорасану и Нишапуру. Тагачар, командант војске који је служио претходне три генерације ил кана, вероватно је стајао иза Аргунове смрти и подржавао је Газановог стрица Кијаката као новог ил кана. Упркос томе што је био претендент, кан Кијакато је послао помоћ Газану у борби против емира Навруза у Хорасану под вођством принца Анбарчија (син Монгке Тимура) и емира Туладаија, Кунцукбала и Ел Тимура; сам одлази у Анадолију да угуши турске устанке. Међутим, глад је стигла и до његовог двора у пролеће и Анбарчи, неспособан да прехрани своје војнике, морао је ускоро поново да оде у Азербејџан. Поново је покушао да посети кана Кијаката, али је након његовог одбијања морао да се врати. Газан је примио Кокочин, монголску принцезу из династије Јуан у Кини, на повратку из Табриза у Хорасан. Довезена је са истока у каравану у којем је био и Марко Поло међу стотинама других путника. Првобитно је била верена за Газановог оца, Ил Кан Аргуна, али пошто је он умро током њеног вишемесечног путовања, уместо тога се удала за његовог сина Газана.
Године 1294. Газан је приморао емира Навруза да се преда у Нишапуру и емир Навруз је тада постао један од Газанових заповедника војске. Газан је био лојалан свом стрицу, иако је одбио да следи Кијакатово вођство у увођењу папирне валуте у своју провинцију, објашњавајући да је време у Хорасану било превише влажно да би се могло носити са папиром.

### Против Бајдуа
Године 1295. Тагачар и његови завереници, који су вероватно стајали иза Аргунове смрти, такође су убили његовог наследника кана Гајхатуа (Кијаката). Затим су на трон поставили поводљивог Бајдуа, рођака Газановог. Кан Бајду је првенствено био фигура, дозвољавајући завереницима да поделе Илканат међу собом. Чувши за Гајхатуово убиство, Газан је кренуо на кана Бајду. Кан Бејду је објаснио да је Газан био одсутан током догађаја који су довели до Гајхатуовог пада, тако да племићи нису имали избора осим да га уздигну на престо. Ипак, емир Новруз је охрабрио Газана да предузме кораке против кана Бајдуа, јер он није био ништа друго до фигура у рукама племића. Бајдуове снаге којима је командовао Илдар (његов рођак и син принца Ајаја), Ељидеи и Чичак су га дочекале код Казвина. Газановом војском командовали су принц Согаи (Јошмутов син), Буралги, Новруз, Кутлукша и Нурин Ака. Прву битку је добио Газан, али је морао да се повуче након што је схватио да је Илдаров контингент само делић целе војске са којом се суочио, остављајући емира Новруз иза себе. Ипак, ухватио је Арслана, потомка Џочи Касара.
После кратког примирја, кан Бејду је понудио Газану савладарство Илканатом и понудио емиру Новрузу место сахиб-и дивана, чему је као противуслов Газан захтевао приходе од наследних земаља свог оца у Фарсу, персијском Ираку и Керману. Емир Новруз је одбио ове услове, што је довело до његовог хапшења. Према анегдоти, обећао је да ће Газана вратити везаног под условом да буде ослобођен. Када је стигао код Газан, послао је назад један казан кану Бајдуу; игра речи турске речи казан. Емир Новруз му је обећао престо и своју помоћ под условом да Газан пређе на ислам. Газан је прешао у сунитски ислам, 16. јуна 1295. године,  од стране Ибрахима ибн Мухамеда ибн ал-Му'ајида ибн Хамавеја ал-Хурасанија ал-Џувејнија као услов за Наврузову војну подршку. Емир Новруз је ушао у Казвин са 4.000 војника и узео додатни број од 120.000 војника којима је командовао Ебуген (по другим изворима, 30.000) - потомак Џочи Касара - на свом путу према Азербејџану, што је изазвало панику међу масама коју су пратили пребега Тагха, потчињени (захваљујући Тагачаровом везиру Садру ул-Дину Зањанију) и други моћни емири попут Курумишија и Чупана 28. августа 1295. године.
Видећи непосредан пораз, кан Бејду је затражио Тагачарову подршку, не знајући за његов пребег. Након што је схватио да се Тагачар повукао, побегао је емиру Тукалу у Грузију 26. септембра 1295. године, Газанови заповедници су га пронашли у близини Нахичивана и ухапсили, вративши се у Табриз, где су га погубили 4. октобра 1295. године.

## Илкан
После Кијакатове смрти, 1295. године, власт у Илканату је уграбио Баиду. На вест о томе Газан му је запретио да ће му се осветити тако да ће о томе причати цео свет и примио ислам, најраспрострањенију религију у земљи, осигуравши тиме подршку највећег броја поданика. Приликом промене вере узео је име Махмуд. Газан је потом приступио испуњењу свог наследног права, кренувши с војском на Баидуа. На десет дана хода од Табриза, у крвавој бици узурпатор је погинуо и Газан је, готово пет година после очеве смрти, наследио престо.
Примивши ислам Газан је шетао између сунитске и шиитске струје како је погодовало политичком тренутку, задржавши монголска начела толерантности. Примање ислама није много утицало на Газанове односе са околним земљама и у суштини није променило политику Илканата. Монголска Персија остала је у лошим односима са Чагатаи канатом и Мамелучким султанатом у Египту, док су односи са династијом Јуан у Кини, са којом је обављао живу трговинску размену, остали традиционално добри. Једина промена у његовој политици било је приближавање Златној хорди у Русији, са којом је чак и ратовао против Чагатаја. Главни спољно-политички моменат Газанове владавине био је нови рат против Мамелука.
Газан је имао проблема са својим вазалима Грузијском краљевином и Румским султанатом. Проблем са Грузијом услед бунтовности краља Давида VIII илкан је покушао решити 1299. године постављањем његовог млађег брата Гиоргија V за узурпатора. Међутим, како је Гиоргијева власт била слаба, 1302. године заменио га је његовим братом Вахтангом III. Питања Румског султаната била су, пак, много озбиљнија. Централна власт у султанату била је у потпуном распаду и на његовом западном делу су егзистирали многи емирати.
Газан је био познат и као покровитељ уметности и науке. Од Рашида ал-Дина наручио је писање прве историје света. Овај огромни подухват, који је запошљавао разне научнике и преводиоце, како би уобличио историје Кинеза, Турака и Франака , завршен је тек после његове смрти.

### Рана владавина
Газан је прогласио своју победу након погубљења кана Бајдуа у предграђу Табриза 4. октобра 1295. године, ушао је у град. Након ове декларације, неколико именовања, наређења и погубљења је уследило као и обично - зет Кијакатовог сина Алафранга, Ељидаи Кушчи, је погубљен, Емир Навруз је награђен државним наибатом и добио је екстремну моћ, слично Букином у Аргуново време. Емир Навруз је, са своје стране, издао формални едикт у супротности са другим религијама у Илканату. Одани емиру Наврузу прогањали су будисте и хришћане до те мере да се будизам у Персији никада није опоравио, црква Истока у главном граду Монгола Марагеу је опљачкана, а цркве у Табризу и Хамадану су уништене.
И лојалисти Бајдуа су уклоњени - емири Јиргадаи и Кончукбал погубљени су 10. односно 15. октобра. Кончукбал је био посебно омражен због његовог убиства Ак Бука Јалаира, његов џелат је био Наврузов брат Хаџи, који је такође био Ак Букаин зет. Тагачаров штићеник, Садр ал-Дин Зањани, добио је функцију везира након смене Бајдуовог везира, Џамал ал-Дина. Поново је именовао Тагачара за намесника Анадолије  10. новембра 1295. Још једна серија погубљења уследила је после 1296: син принца Ајаија Илдар је побегао у Анадолију 6. фебруара, али је заробљен и погубљен;  Јесутаи, командант Ојрату који је подржавао сина Хурата-ингулеа, побегао је у Анадолију 6. фебруара. -Лав Тарагаи, побегао је у Мамелучки султанат у Сирију, погубљен је 24. маја, а Буралги Кииатаи, командант који се побунио против кана Аргуна, погубљен је 12. фебруара.
У међувремену, Ногај Кан, намесник канова у Златној Хорди, је убијен, а његова жена Чубеј је побегла код кана Газана са својим сином Торајем (или Буријем) који је Абакин зет 1296. године.

#### Чистка племића
Кан Газан је ублажио проблеме са Златном хордом, али кућа Огедеја и Чагатаја из централне Азије и даље је представљала озбиљну претњу и за Илканат и за његовог господара и савезника Великог кана у Кини. Када је Газан крунисан, Чагатајски кан Дува је 9. децембра 1295. године, напао Хорасан. Кан Газан је послао двојицу својих рођака, принца Согаја (Јошмутов син) и Есена Тимура (Конкуртајевог сина), против војске Чагатајског каната, али су они дезертирали, верујући да је то Наврузов план да племству додатно одузме имовину. Емир Навруз је обавестио кана Газана о овој завери, а затим их је погубио 1296. године. Још један борџигидски принц, Арслан, кога је кан Газан претходно заробио и помиловао, побунио се у Биласувару. После низа битака код Бајлакана, и он је заробљен и погубљен, заједно са побуњеним емирима 29. марта.
После чистке принчева, сматрало се да је Тагачар умешан у побуну принца Согаја и да је проглашен побуњеником. Тагачар се ојачао у Токату и пружио отпор Газановим заповедницима Харманџију, Балтуу и Арапу (Самагаровом сину). Убрзо га је ухапсио Балту код Делице и испоручен је кану Газану 1296. године. Убрзо након тога кан Газан је невољно наредио убиство Тагачара; препознао је да је био помоћ и да није непосредна претња, и своју одлуку је образложио позивањем на кинеску причу о погубљењу команданта који је спасао будућег цара издајући бившег. Његов штићеник Садр ул-Дин Зањани је опозван са места везира и ухапшен у марту 1296. године, али помилован захваљујући интервенцији Булукана Хатуна.
Чистке су праћене погубљењем Чормакановог унука Бајгута 7. септембра 1296, хазараспидског владара Афрасијаба I октобра 1296, Бајдуовог везира Џамала уд-Дина Дастгерданија 27. октобра 1296. године.

#### Побуна Балтуа
Тагачарова смрт изазвала је побуну Балтуа од Џалаира у Анадолији, где је био стациониран од Абакине владавине. Подржао га је Илдар (Конкуртајев син), који је ухапшен и погубљен у септембру 1296. године. Два месеца касније, Кутлукшах је напао Анадолију са 30.000 људи и сломио Балтуову побуну, ухапсивши га у јуну. Доведен је у Табриз и тамо затворен до 14. септембра 1297. године, када је погубљен заједно са сином. Селџучки султан од Рума Месуд II је ухапшен и затворен у Хамадану.

#### Пад Навруза
Навруз се убрзо уплео у расправу са Нурином Аком, који је био популарнији у војсци, а затим је напустио Хорасан. Након што се вратио на запад, преживео је покушај убиства војника по имену Туктаи, који је тврдио да је Навруз убио његовог оца, Аргуна Аку. Убрзо га је за издају оптужио Садр ал-Дин Калади, сахиб-диван из Газана у тајном савезу са Мамелуцима. Заиста, према мамелучким изворима, Навруз се дописивао са султаном Лајином. Користећи прилику, кан Газан је започео чистку против Навруза и његових следбеника у мају 1297. Његов брат Хаџи Нарин и његов следбеник Саталмиш су погубљени, заједно са Наврузовом децом у Хамадану, његов други брат Лагзи Гуреген је такође убијен у Ираку 2. априла. 1297. Његов 12-годишњи син Тогхаи је поштеђен залагањем Булугхан Хатун Курасани, унуке Газанове жене Аргун Аке и дат на старање Амиру Хусеину. Остали који су поштеђени били су његов брат Иол Кутлук и његов синовац Куџлук. Касније те године кан Газан је кренуо против самог Навруза, који је у то време био командант војске Хорасана. Газанове снаге су победиле у бици код Нишапура. Навруз се склонио на двор краља Херата у северном Авганистану, али га је Малик издао и испоручио Навруза Кутлушаху, који је одмах 13. августа наредио погубљење Навруза.

#### Однос са другим монголским канатима
Газан је одржавао чврсте везе са Великим каном Јуана и каном Златне Хорде. Године 1296. Темур-кан, наследник Кублај-кана, послао је војног команданта, Баију, у монголску Персију. Пет година касније кан Газан је послао своје монголске и персијске слуге да прикупе приход са Хулагуових поседа у Кини. Док су били тамо, одали су почаст великом кану Темуру и били укључени у културну размену широм монголске Евроазије. Кан Газан је такође позвао друге монголске канове да уједине своју вољу под великим каном Темуром, у чему га је подржао Каидуов непријатељ, Бајан кан из Беле Хорде. На Газановом двору били су присутни кинески лекари.

### Каснија владавина
Да би стабилизовао земљу, кан Газан је покушао да контролише ситуацију и наставио погубљења - Таију (син Монгке Темура) 15. априла 1298. године под оптужбом за побуну, везир Садр ул-Дин Зањани 4. маја и његов брат Кутб ул -Дин и са рођаком Кавамом ул-Мулком 3. јуна под оптужбом за проневеру, Абу Бакр Дадкабади 10. октобра. Кан Газан је именовао јеврејског преобраћеника у ислам - Рашид-ал-Дин Хамаданија за новог везира који је наследио Садра ул-Дина Зањанија, на којој је Рашид био наредних 20 година, до 1318. године. Кан Газан је такође наручио од Рашид-ал-Дина да направи историју Монгола и њихове династије, „Компендијум хроника“ Јами' ал-таварика или Универзалну историју. Током неколико година ширења, дело је нарасло да покрије читаву историју света од Адамовог времена, а завршено је током владавине Газановог наследника, Олџеитуа. Направљено је много копија, од којих је неколико преживело до данашњих дана.
Након Таијуовог погубљења, именовао је Нурина Аку за поткраља Арана 11. септембра 1298. године.

#### Побуна Сулемиша
Сулемиш, кога је Кутлугшах именовао за поткраља у Анадолији након Балтуове побуне, побунио се 1299. године. Окупио је силу од 20.000 људи, што је одложило Газанов план за инвазију на Сирију. Кутлугшах је био приморан да се врати из Арана и однео победу против њега 27. априла 1299. године, код Ерзинџана, због чега су побуњеници побегли у мамелучки Египат. Вратио се са мамелучким појачањем у Анадолију, али је поново поражен. Доведен је у Табриз и погубљен спаљивањем 27. септембра 1299. године.

### Реформе
Офанзива према југу уследила је тек после опсежне унутрашње реформе, због незавидне политичко-економске ситуације у самом канату. Наиме, земља је била опустошена дугогодишњим грађанским ратовима и побунама сељака, који су, бунивши се против феудализације, масовно бежали од својих господара. Примање ислама донело је илкану подршку парсијског племства, махом муслимана. Уз помоћ Рашида ал-Дина, кога је именовао за првог везира 1298. године, изведене су опсежне реформе које су делимично опоравиле економију царства, али и убрзале феудализацију.
Посебним јарликом је везао сељаке за земљу. Подстицао је развој пољопривреде и уредио порески систем, увевши јединствену валуту. Посебни допринос имао је у оживљавању занатства у градовима, где су биле основне државне радионице у којима су радили робови, да би их касније заменили полунезависни радници. Кан Газан је повећао привилегије монголског војно-номадског племства, тиме што је њихове феуде, у основи стечене разним заслугама и ненаследне, признао за наследне и дао им порески имунитет. Тим актом смањени су приходи царства, уз све веће израбљивање сељака.
Кан Газан је био човек високе културе, са много хобија, укључујући лингвистику, агротехнику, сликарство и хемију. Према византијском историчару Георгију Пахимеру (1242–1310): „Нико га није надмашио у прављењу седла, узда, мамуза, чаврља и шлемова; умео је да чекићем, шије и гланца, и у таквим занимањима користио је сате своје доколице од рата .“ Кан Газан је говорио бројне језике, укључујући кинески, арапски и „франачки“ (вероватно латински), као и свој матерњи језик монголски.
Поред свог дубоког религиозног утицаја на Персију, кан Газан је имао јединствене мере, ковани новац и тегове у Илканату. Наредио је нови попис становништва у Персији да би се дефинисала фискална политика династије. Почео је да поново користи дивљину, неплодну и напуштену земљу за узгој усева, снажно подржавајући употребу и увођење источноазијских усева у Персију, и побољшао је систем иама. Градио је хостеле, болнице, школе и поште. Изасланици са двора добијали су дневницу, а племство је путовало о свом трошку. Кан Газан је наредио само изасланицима који имају хитне војне обавештајне податке да користе поштанску релејну службу са особљем. Илканидски суд је монголским војницима давао иктас, где им је било дозвољено да прикупљају приходе од комада земље. Кан Газан је такође забранио давање кредита уз камату.
Кан Газан је реформисао издавање јарлика (едикта), стварајући постављене обрасце и степеноване печате, наређујући да се сви јарлици чувају у списима на суду. Јарлики старији од 30 година требало је да буду поништени, заједно са старим паизама (монголским печатима власти). Нове паизе је направио у два реда, који су садржали имена носилаца да би спречили њихово преношење. Стари паизи су такође требало да се предају на крају службеничког мандата.
У фискалној политици, кан Газан је увео јединствену биметалну валуту, укључујући газанске динаре, и реформисао процедуре куповине, заменивши традиционалну монголску политику према занатлијама у Илканату, као што је организовање куповине сировина и плаћања занатлијама. Такође је одлучио да купи већину оружја на отвореном тржишту.
На кованицама, кан Газан је изоставио име Великог кана, уместо тога уписавши своје име на своје новчиће у Ирану и Анадолији. Али је наставио дипломатске и економске односе са Великим каном код Дадуа. У Грузији је ковао новчиће са традиционалном монголском формулом „Ударио Илкан Газан у име Кагана“ јер је желео да обезбеди своје право на Кавказ уз помоћ великих канова из династије Јуан. Такође је наставио да користи кинески печат Великог кана који га је прогласио вангом (принцем) испод Великог кана.
Његове реформе су се такође прошириле на војску, пошто је кан Газан створио неколико нових гардијских јединица, углавном монголских, за свој војни центар. Међутим, он је ограничио политички значај нових гардиста. Видевши да монголски обични људи продају своју децу у ропство као штетно по људство и престиж монголске војске, кан Газан је у буџету издвојио средства за откуп монголских робова, а свог министра Болада (амбасадора Великог кана Кублаја) поставио је за команданта војне јединице откупљених монголских робова.

### Сукоби са Мамелуцима
Кан Газан је био последњи илкан који је покренуо већи поход против Мамелука у Египту. У јесен 1299. године његове трупе, већином састављене од коњице, су, под командом Кутлушаха, упале у Сирију и освојиле Алеп. Након тога је 22. децембра дошло до велике битке код Вади ел Касандера из које су Монголи изашли као победници. Потом су почетком јануара 1300. године, освојили Дамаск, али су се у фебруару повукли, вероватно због недостатка хране за коње.
Илкан је покушао да организује војну акцију заједно са крсташима на Кипру, склопивши савез са Хенријем II, краљем Кипра и титуларним краљем Јерусалима. Мала флота од 16 бродова је, предвођена краљем Анријем II и његовим братом Амалриком, 1300. године, опљачкала сиријску и египатску обалу, а потом се укотвила на острву Арваду, чекајући Монголе. Међутим, Монголи су, делимично због отпора Мамелука, а и унутрашњих проблема, остали пасивни. Ни следеће године није дошло до офанзиве; Кутлушах је само поставио одбрамбену војску у долини Јордана у циљу одбране Дамаска, али се и та војска морала повући. Године 1302. кан Газан је послао емисаре у Енглеску, настојећи да придобије савезника у свом походу. Истовремено крсташи су падом Арвада изгубили последње упориште на Леванту и тиме били искључени из сарадње са Илканатом.
У пролеће 1303. године, Кутлушахова војска, сачињена од монголске коњице и пешадије и јерменских стрелаца, поново је упала у Сирију и продрла до Дамаска, освајајући Алеп и Хомс. Емир Дамаска Бајбарс II позвао је египатског султана у помоћ. Дана 20. априла у равници Марџ ел Сафар, 25 mi (40 km) јужно од Дамаска, дошло је до крваве битке између монголских и мамелучких снага. Битка је трајала три дана и завршила се потпуним уништењем монголске војске, коју су Мемелуци потом гонили до Каријатана код Хомса. Према сведочењу египатског историчара Ал Макризија, кад је Кутлушах обавестио кана Газана о поразу, илкан се толико изнервирао да је почео крварити из носа.

#### Мамелучко-илканидски рат
Кан Газан је био један од дугог низа монголских вођа који су се укључили у дипломатску комуникацију са Европљанима и крсташима у покушајима да формирају франко-монголски савез против њиховог заједничког непријатеља, првенствено египатских Мамелука. Већ је користио снаге из хришћанских вазалних земаља као што су Киликијска Јерменија и Грузија. План је био да се координирају акције између Газанових снага, хришћанских војних редова и аристократије Кипра како би се поразили Египћани, након чега би Јерусалим био враћен Европљанима. Познато је да су многи Европљани радили за кана Газан, као што су Изол Пизан или Бускарело де Гизолфи, често на високим позицијама. Стотине таквих западних авантуриста ушло је у службу монголских владара. Према историчару Питеру Џексону, 14. век је доживео толику моду монголских ствари на Западу да су многа новорођена деца у Италији добијала имена по монголским владарима, укључујући Газана: имена као што су Кан Гранде („Велики кан“), Алаоне ( Хулагу, Газанов прадеда), Аргоне (Аргун, Газанов отац) или Касано (Газан) су забележени са великом популарношћу.
Октобра 1299. године, кан Газан је са својим снагама кренуо ка Сирији и позвао хришћане да му се придруже. Његова војска је заузела град Алеп, а тамо јој се придружио и његов вазални краљ Хетум II од Јерменског краљевства Киликије, у чијем су саставу били и неки темплари и хоспиталци, и који је учествовао у остатку офанзиве. Монголи и њихови савезници су победили Мамелуке у бици код Вади ал-Казандара, 23. или 24. децембра 1299. године. Једна група Монгола се тада одвојила од Газанове војске и прогонила мамелучке трупе које су се повлачиле све до Газе, потискујући их назад у Египат. Највећи део Газанових снага наставио је ка Дамаску, који се предао негде између 30. децембра 1299. године и 6. јануара 1300. године, иако је његова Цитадела пружала отпор. Већина Газанових снага се тада повукла у фебруару, вероватно зато што је њиховим коњима била потребна храна. Обећао је да ће се вратити у зиму 1300–1301. године, и напасти Египат. Око 10.000 коњаника под монголским генералом Мулајем остављено је да накратко влада Сиријом, пре него што су се и они повукли.
Мамелуци су се заиста плашили и презирали кана Газана, они су у јануару 1300. године, послали делегацију водећих учењака и имама, укључујући Ибн Тајмију, северно од Дамаска у ал-Набк, где се кан Газан улогорио, како би убедили кана Газана да заустави напад на Дамаск. Ибн Таимиа је такође можда срео изасланике кана Газана, укључујући кадију Дииа' ал-Дин Мухамеда, у Дамаску у августу 1301. године. У једној од ових прилика, преноси се да се ниједан од учењака није усудио да каже било шта кану Газану осим Ибн Таимиииаха који је рекао:
„Тврдиш да си муслиман и са собом имаш муаздине, муфтије, имаме и шејхове, али си нас напао и због чега си стигао у нашу земљу? Иако су твој отац и твој деда Хулагу били неверници, нису нас напали, и они су одржали своје обећање, али ти си обећао и прекршио своје обећање."
У јулу 1300. године, крсташи су формирали малу флоту од шеснаест галија са неким мањим пловилима за препад на обалу, а Газанов амбасадор је путовао са њима. Снаге крсташа су такође покушале да успоставе базу на малом острву Руад, са којег су покренути препади на Тартус док су чекале Газанове снаге. Међутим, монголска војска је споро напредовала, а снаге крсташа су се повукле на Кипар, остављајући гарнизон на Руаду који су опседали и заузели Мамелуци до 1303. године.
У фебруару 1301. године, Монголи су поново напредовали са 60.000 војника, али нису могли ништа друго него да се укључе у неке нападе око Сирије. Газанов генерал Кутлушах је поставио 20.000 коњаника у долини Јордана да заштити Дамаск, где је био стациониран монголски гувернер. Али опет, убрзо су били приморани да се повуку.
Планови за комбиноване операције са крсташима поново су направљени за следећу зимску офанзиву, а крајем 1301. године, кан Газан је затражио од папе Бонифација VIII да пошаље трупе, свештенике и сељаке, како би Света земља поново постала франачка држава. Али опет, кан Газан се није појавио са својим трупама. Поново је писао папи Бонифацију VIII 1302. године, а његови амбасадори су посетили и двор краља Карла II Анжујског, који је 27. априла 1303. године, послао Галтерија де Лавендела као сопственог посланика назад на Газанов двор.
Године 1303. кан Газан је послао друго писмо краљу Едварду I преко Бускарела де Гизолфија, понављајући обећање његовог прадеде кана Хулагуа да ће Монголи дати Јерусалим Францима у замену за помоћ против Мамелука. Монголи су, заједно са својим јерменским вазалима, прикупили снаге од око 80.000 да одбију јуришнике Чагатајског каната, који је био под вођством Кутлуга Кваје. После успеха тамо, поново су напредовали ка Сирији. Међутим, Газанове снаге су потпуно поражене од Мамелука јужно од Дамаска у одлучујућој бици код Марџ ал Сафара у априлу 1303. године. То је требало да буде последња велика монголска инвазија на Сирију.

### Успон Османлија
Током Газанове владавине дошло је до даљег јачања Турака Османлија, предвођених емиром Османом I Газијем, на западном делу Анадолије. Године 1301. у њихове руке је дошла Никомидија и шире се, пре свега на рачун Византије, чију је војску у Малој Азији водио цар-савладар Михајло IX Палеолог. 27. јула 1302. године, византијска војска је претрпела одлучан пораз код Бафеона, недалеко од Никеје. Ова сјајна победа дигла је емиру Осману I углед код осталих газија, који су један за другим почели признавати његову власт. Свестан опасности византијски цар Андроник II Палеолог позива у помоћ Алмогавере. Под вођством бившег темплара Рожера де Флора њих 6.500 (2.500 војника са женом и децом) са флотом од 39 галија је у септембру 1303. године, пристигло у Цариград. Ова војска успела је да у више наврата победи Турке и 1304. године ослободи, мада привремено, од њих велики део Мале Азије.

### Крај владавине
После војних похода, кан Газан се вратио у своју престоницу Ујан у јулу 1302. године, и направио неколико именовања: Нирун Ака и Олџеиту су поново потврђени у Арану и Хорасану као намесници, док је Мулаи послат у Дијар Бакр, а Кутлукшах је постављен за немесника у  Грузији. Добио је конкубину, ванбрачну ћерку цара Андроника II Палеолога 1302. године, која је можда била Деспина Хатун која се касније удала за кана Олџеитуа. Дана 17. септембра 1303. године, кан Газан је верио своју кћер Ољеи Кутлу за Бистама, сина његовог брата Олџеитуа.
Према Рашиду ал-Дину, кан Газан је постао депресиван након смрти његове жене Карамун 21. јануара. Једном је рекао својим емирима да је „живот био затвор... и да није корист“. Касније, у марту/априлу, именовао је свог брата Олџеитуа за свог наследника, пошто није имао свог сина. На крају је умро 11. маја 1304. године, у близини Казвина. Покопан је у води долине Лар Дамаванд у Мазандарану.
Изгледа да се и сам кан Газан окушао у суфизму. Према сведочењу шејика Садр ал-Дина Ибрахима Хамуије, забележеном у неколико мамелучких извора, кан Газан је од њега добио вунени капут, што указује на то да је Илкан можда инициран као суфија. Ово не значи да су Газанови односи са суфијама били без проблема. Године 703/1303, дошла му је вест о завери суфијских шејика и других да га свргну и замене његовим рођаком, Ала Фиренгом, сином Илкана Гејхатуа (р. 1291–5).

## Завештање

### Верска политика
Као део свог преласка на ислам, кан Газан је променио своје име у Исламско Махмуд, а ислам је стекао популарност на монголским територијама. Показао је толеранцију према више религија, охрабривао је оригиналну архаичну монголску културу да цвета, толерисао је шиите и поштовао религије својих грузијских и јерменских вазала. Кан Газан је стога наставио приступ свог праоца према верској толеранцији. Када је кан Газан сазнао да су неки будистички монаси глумили прелазак на ислам због тога што су им храмови раније уништени, дао је дозволу свима који су желели да се врате на Тибет, Кашмир или Индију где су могли слободно да следе своју веру и да буду међу осталим будистима. Монголски код Јасе је остао на месту и монголски шамани су остали политички утицајни током владавине кана Газана и његовог брата и наследника кана Олџеитуа, али су древне монголске традиције на крају отишле у опадање након Олџеитуове смрти. Друге верске преокрете у Илканату током Газанове владавине подстакао је емир Навруз, кан Газан је зауставио ове прогоне издавањем едикта којим се хришћани ослобађају од џизије (пореза на немуслимане), и поново успоставио хришћанског патријарха Мара Иабаллаха III 1296. године, кан Газан је наводно казнио верске фанатике који су 21. јула 1298. године, уништили цркве и синагоге у Табризу.

## Смрт и наследство
Газан је умро 11. маја 1304. године у Казвину, после дуге болести, којa je уследила непосредно после битке код Марџ ел Сафара. Пошто није имао преживелих синова, наследио га је брат Олџеиту.

## Породица
Kан Газан је имао десет жена, од којих су 6 биле главне жене и једна конкубина:
- Једи Куртка Хатун — ћерка Монгке Темур Гурегена (из племена Сулдус) и Туглугшах Катун (ћерка Кара Хулагуа)
- Булугхан Катун Курасани — ћерка Амира Тасуа (из клана Ељигин из Конгирада) и Менглитегин, ћерка Аргун Ака

1. Мртворођени син (рођен 1291. године, у Дамаванду)

- Кокочин Хатун (рођена 1269, удала се. 1293 у Абхару, умрла 1296. године), — рођак Булукан Хатун
- Булугхан Катун Муаззама (удала се 17. октобар 1295. године, у Табризу, умрла. 5. јануар 1310. године), — ћерка Отмана Нојана (из племена Конгирад), удовица кана Кијаката и кана Аргуна

1. Уљаи Кутлуг Катун — удата прво за Бистама, сина Олџеитуа, затим удата за свог брата Абу Са'ида
2. Аљу (рођен 22. фебруара 1298. године, у Арану - умро 20. августа 1300. године, у Табризу)

- Есхил Катун (верила се 1293. године, удала се 2. јула 1296. године, у Табризу) — ћерка Туга Тимура Амир-Тумана (син Ногаја Јаргучија од Бајаута)
- Донди Катун (умрла 9. фебруар 1298. године), — ћерка Ак Бука (из племена Јалаир), удовица кана Кијаката
- Карамун Катун (удала се 17. јул 1299. године, умрла 21. јануар 1304. године), — ћерка Кутлуга Темура (рођак Булугхан Катун Муаззаме, из племена Конгирад)
- Гуњисхкаб Катун — ћерка Схадаи Гуреген (праунук Чилауна) и Оргхудак Катун (ћерка Јумгхура)
- Ирина Палеологина, ћерка цара Андроника II Палеолога[85] (удата 1302. године).
- Кутулун (око  1260 – око 1306), такође позната као Аигиарне, Аииуруг, Кхотол Цагаан или Аи Иарук (дословно  'Месечина') је била монголска племкиња и рвач, најпознатија ћерка кана Каидуа, рођака Кублаја Кана.

Супруге
- Кунџушкаб-катун из племена Куркан
- Једи Кауртика-катун из племена Куркан
- Булуган-катун Курасани, унука Аргун-акаа - мајка сина непознатог имена
- Ешил-катун
- Кутај-катун, рођака Аргунове супруге Болган-катун
- Донди-катун, претходно супруга Кијакатоа
- Булуган-катун Муазама, претходно супруга Кијакатоа и Аргуна - мајка Алачуа и Олџеи Кутлуг-катун
- Керамун-катун

Мушка деца
- син непознатог имена
- Алачу

Женска деца
- Олџеи Култуг-катун

## Галерија
- Газан на коњу, Историја света Рашида ал-Дина, око 1300. године.
- Газан прави банкет у свом шатору. Месуд бен Османи Кухистани, Историја Албулхаир-кана из 1540-их.
- Газан и Олџеиту, слика Рашида ал-Дина из Џами ат-тавариха, XIV век.
- Газан са својом женом на двору, слика из монголског документа са краја XIII века.
- Газан позива јерменског краља да пође са Кутлушахом у напад на Дамаск 1303. године. Слика из Путовања Марка Пола (фр. Le Livre des Merveilles), око 1411. год.
- Новац кован у Илканату током Газанове владавине.

## Породично стабло
|  |                                      |  |  |  |  |  |  |  |  |  |  |  |  |  |  |  |
|  | 16. Толуј, регент Монголског царства |  |  |  |  |  |  |  |  |  |  |  |  |  |  |  |
|  |                                      |  |  |  |  |  |  |  |  |  |  |  |  |  |  |  |
|  |                                      |  |  |  |  |  |  |  |  |  |  |  |  |  |  |  |
|  | 8. Хулагу-кан, илкан                 |  |  |  |  |  |  |  |  |  |  |  |  |  |  |  |
|  |                                      |  |  |  |  |  |  |  |  |  |  |  |  |  |  |  |
|  |                                      |  |  |  |  |  |  |  |  |  |  |  |  |  |  |  |
|  | 17. Соркохтани Беки                  |  |  |  |  |  |  |  |  |  |  |  |  |  |  |  |
|  |                                      |  |  |  |  |  |  |  |  |  |  |  |  |  |  |  |
|  |                                      |  |  |  |  |  |  |  |  |  |  |  |  |  |  |  |
|  | 4. Абака-кан, илкан                  |  |  |  |  |  |  |  |  |  |  |  |  |  |  |  |
|  |                                      |  |  |  |  |  |  |  |  |  |  |  |  |  |  |  |
|  |                                      |  |  |  |  |  |  |  |  |  |  |  |  |  |  |  |
|  | 9. Јисунџин-катун                    |  |  |  |  |  |  |  |  |  |  |  |  |  |  |  |
|  |                                      |  |  |  |  |  |  |  |  |  |  |  |  |  |  |  |
|  |                                      |  |  |  |  |  |  |  |  |  |  |  |  |  |  |  |
|  | 2. Аргун-кан, илкан                  |  |  |  |  |  |  |  |  |  |  |  |  |  |  |  |
|  |                                      |  |  |  |  |  |  |  |  |  |  |  |  |  |  |  |
|  |                                      |  |  |  |  |  |  |  |  |  |  |  |  |  |  |  |
|  | 5. Кајмиш-катун                      |  |  |  |  |  |  |  |  |  |  |  |  |  |  |  |
|  |                                      |  |  |  |  |  |  |  |  |  |  |  |  |  |  |  |
|  |                                      |  |  |  |  |  |  |  |  |  |  |  |  |  |  |  |
|  | 1. Газан                             |  |  |  |  |  |  |  |  |  |  |  |  |  |  |  |
|  |                                      |  |  |  |  |  |  |  |  |  |  |  |  |  |  |  |
|  |                                      |  |  |  |  |  |  |  |  |  |  |  |  |  |  |  |
|  | 3. Кутлук-катун                      |  |  |  |  |  |  |  |  |  |  |  |  |  |  |  |
|  |                                      |  |  |  |  |  |  |  |  |  |  |  |  |  |  |  |
|  |                                      |  |  |  |  |  |  |  |  |  |  |  |  |  |  |  |